# Asan Bazajew
Asan Bazajew, kazach. Асан Базаев (ur. 22 lutego 1981 w Ałmaty) – kazachski kolarz szosowy teamu UCI ProTeams Pro Team Astana. Karierę zakończył po sezonie 2013.

## Najważniejsze osiągnięcia
- 2003
  - 1. miejsce na 1. etapie GP Tell
  - 1. miejsce na 4. etapie Tour de Bulgaria
- 2004
  - 1. miejsce w mistrzostwach Azji (jazda ind. na czas)
  - 1. miejsce w Tour of Hellas
- 2005
  - 3. miejsce w Tour de l’Avenir
  - 3. miejsce w Kampioenschap van Vlaanderen
- 2006
  - 1. miejsce na 1. etapie Deutschland Tour
- 2007
  - 3. miejsce na 8. etapie Giro d’Italia
- 2008
  -  1. miejsce w mistrzostwach Kazachstanu (start wspólny)
- 2010
  - 8. miejsce w mistrzostwach świata (start wspólny)
  - 2. miejsce w mistrzostwach Kazachstanu (start wspólny)
- 2012
  -  1. miejsce w mistrzostwach Kazachstanu (start wspólny)